# 帥 (中國象棋)

帅、将棋子

「帅」、「將」是中國象棋中的棋子，每方各只有一个，為統帥，其實相當於君王。红方为“帅”（又称红帅、紅君），黑方为“将”（又称黑将、黑君），通稱為「將軍」，所以，當下一步可以喫掉將軍時，必須「喊將軍」，才能將殺。
帅、將是全局中最爲關鍵的棋子，對弈的最終目的就是在保護己方“帅（將）”不被殺死，同時也要攻擊對方的“將（帅）”。
帅、將只能在己方的“九宮格”內前後左右移動，每次只能沿横线或竖线移动一格。另外，帅和将在同一直线上时，中间必须至少有一个棋子相隔，不能直接面对，这称为“明将”（或者“照面”、“碰頭”），否則致使“照面”形成的一方為負，俗謂「王不見王」，也稱飛將或是白臉將殺。
帅、將的攻擊力通常較弱，威力與一隻過河兵（卒）相約。